# VIH/sida en Botsuana
El VIH en Botsuana es una de las epidemias de VIH más severas del mundo. La prevalencia entre adultos entre 15 y 49 años asciende hasta 24.8%, la tercera más alta del mundo después de Lesoto y Eswatini.
La prevalencia e impacto de la pandemia de VIH en Botsuana es difícil de estimar. Por ejemplo, para el 2006 se estimó que dado el gran número de habitantes infectados, la población del país debería haber disminuido de un año a otro. Sin embargo, el censo del 2011 mostró un crecimiento absoluto de la población de aproximadamente un 1.9% por año en relación con el censo anterior (2001).

## Grupos más afectados
- Mujeres
- Gente joven
- Mujeres trabajadoras sexuales
- Hombres homosexuales y bisexuales
- Prisioneros

## Prevalencia
En general, Botsuana está bien equipada y cuenta con una sólida infraestructura para realizar pruebas de detección del VIH a la población, lo que significa que la prevalencia puede estar, de hecho, a la par con otras naciones africanas, aunque se informa que es la nación con las segundas tasas de prevalencia del VIH más altas del mundo. El principal modo de transmisión es el contacto heterosexual, con militares y mujeres jóvenes en mayor riesgo de infección por VIH que otros sectores de la población. Las mujeres jóvenes (de 15 a 24 años) que tienen el VIH en Botsuana superan en número a los hombres jóvenes con el VIH en más de dos a uno. La tasa de incidencia nacional es del 1,5 por ciento, o más de 15.000 nuevas infecciones por año. Las tasas de infección por VIH varían según la región geográfica: son más altas en las ciudades y más bajas en los pueblos. Las familias extensas y las comunidades han mostrado ingenio y generosidad en su voluntad de absorber y cuidar a los niños huérfanos, pero esta capacidad se está agotando, especialmente a medida que la generación actual de abuelos comienza a morir. Aunque el país ha sido algo efectivo en la lucha contra el VIH, sigue siendo particularmente frecuente en las regiones del este, como Bobirwa y Selebi Phikwe, donde la prevalencia se mantiene en un 40 %.

## Medidas públicas instauradas
En 2011, el Ministerio de Educación introdujo una nueva tecnología educativa sobre el VIH/SIDA para las escuelas. El software de prevención TeachAIDS, desarrollado en la Universidad de Stanford, se distribuyó a todas las instituciones educativas primarias, secundarias y terciarias del país, llegando a todos los estudiantes de 6 a 24 años de edad. Hay pruebas de que estas políticas están teniendo algún impacto, por ejemplo, la prevalencia del VIH entre los jóvenes de 15 a 19 años cayó del 24,7 % en 2001 al 13,2 % en 2009.  Sin embargo, a nivel del hogar, las familias enfrentan gastos de salud cada vez mayores para satisfacer las necesidades de los miembros de la familia con VIH/SIDA. Al mismo tiempo, experimentan una pérdida de ingresos a medida que los miembros productivos de la familia se enferman y mueren.
La fuerza laboral de Botsuana se está agotando a medida que muchos adultos en edad productiva desarrollan sida y ya no pueden trabajar. Según el Departamento de Estado de Estados Unidos, entre 1999 y 2005, Botsuana perdió aproximadamente el 17 por ciento de su fuerza laboral de atención médica debido al sida.Para 2020, se ha proyectado que la pérdida de mano de obra agrícola debido al sida podría ser de más del 23%.